# Еггертсвілл (Нью-Йорк)
Еггертсвілл (англ. Eggertsville) — переписна місцевість (CDP) в США, в окрузі Ері штату Нью-Йорк. Населення — 15 561 особа (2020).

## Географія
Еггертсвілл розташований за координатами 42°57′59″ пн. ш. 78°48′26″ зх. д. / 42.96639° пн. ш. 78.80722° зх. д. (42.966475, -78.807187).  За даними Бюро перепису населення США в 2010 році переписна місцевість мала площу 7,39 км², з яких 7,38 км² — суходіл та 0,00 км² — водойми.

## Демографія
Згідно з переписом 2010 року, у переписній місцевості мешкало 15 019 осіб у 6377 домогосподарствах у складі 3955 родин. Густота населення становила 2033 особи/км².  Було 6673 помешкання (903/км²).
Расовий склад населення:
| - 77,2 % — білих - 12,2 % — чорних або афроамериканців - 7,3 % — азіатів - 0,2 % — корінних американців |

До двох чи більше рас належало 2,6 %. Частка іспаномовних становила 2,9 % від усіх жителів.
За віковим діапазоном населення розподілялося таким чином: 21,8 % — особи молодші 18 років, 63,3 % — особи у віці 18—64 років, 14,9 % — особи у віці 65 років та старші. Медіана віку мешканця становила 38,2 року. На 100 осіб жіночої статі у переписній місцевості припадало 92,2 чоловіків;  на 100 жінок у віці від 18 років та старших — 87,8 чоловіків також старших 18 років.
Середній дохід на одне домашнє господарство  становив 84 838 доларів США (медіана — 63 964), а середній дохід на одну сім'ю — 104 879 доларів (медіана — 81 670). Медіана доходів становила 55 039 доларів для чоловіків та 51 357 доларів для жінок. За межею бідності перебувало 12,9 % осіб, у тому числі 15,7 % дітей у віці до 18 років та 6,0 % осіб у віці 65 років та старших.
Цивільне працевлаштоване населення становило 8059 осіб. Основні галузі зайнятості: освіта, охорона здоров'я та соціальна допомога — 36,9 %, науковці, спеціалісти, менеджери — 12,8 %, роздрібна торгівля — 11,1 %.